# Verzorgingsplaats Rijskade
Verzorgingsplaats Rijskade is een Nederlandse verzorgingsplaats, gelegen aan de noordzijde van de A20 Gouda-Westerlee tussen afritten 8 en 7 in de gemeente Vlaardingen.
Aan de andere kant van de snelweg lag tot 5 april 2020 verzorgingsplaats Aalkeet.
Richting Gouda:
De Vink
Richting Westerlee:
Maatveld · 
Rijskade